# شهيباء
الشهيباء أو الحُلَيَّاء (الاسم العلمي: Lallemantia) هو جنس نباتي يتبع فصيلة الشفوية من رتبة الشفويات.